# Eddy van der Ley
Eddy van der Ley (Enschede, 30 juli 1968) is een Nederlands schrijver, journalist, presentator, theatermaker en ondernemer.

## Carrière
Van der Ley begon als freelancer aan zijn journalistieke loopbaan, bij de Twentsche Courant/Tubantia. Hij schreef voor diverse (buitenlandse) bladen en tijdschriften, maar was – tussen 1991 en 2015 - vooral actief voor het Algemeen Dagblad, als (onderzoeks)journalist, sportverslaggever en correspondent.
Vanaf 2014 is hij ook actief in de theaters. Van der Ley doet theatertours met onder meer Willem van Hanegem, Wim Kieft, Bas Nijhuis en Bjorn Kuipers.
Van der Ley debuteerde in 2014 als schrijver met Nao veure.

## Bestseller 60
| Boeken met noteringen in de Nederlandse Bestseller 60 | Jaar van verschijnen | Datum van binnenkomst | Hoogste positie | Aantal weken | Opmerkingen                        |
| ----------------------------------------------------- | -------------------- | --------------------- | --------------- | ------------ | ---------------------------------- |
| Bas Nijhuis                                           | 2017                 | 25-10-2017            | 3               | 11           | biografie over Bas Nijhuis         |
| Gertjan Verbeek                                       | 2020                 | 09-12-2020            | 42              | 3            | biografie over Gertjan Verbeek     |
| Andy!                                                 | 2022                 | 23-02-2022            | 28              | 2            | biografie over Andy van der Meijde |
| Heldendaad in de Sahara                               | 2023                 | 04-10-2023            | 4               | 4            |                                    |